# Seeing the World
Seeing the World è un cortometraggio muto del 1927 diretto da Robert A. McGowan e Robert F. McGowan prodotto da F. Richard Jones e Hal Roach con le Simpatiche canaglie e Stan Laurel.
Il cortometraggio, il 57-esimo della serie delle Simpatiche canaglie, fu pubblicato il 13 febbraio 1927.

## Trama
L'insegnante della gang Old Buzz-Fuzz (interpretato da James Finlayson) sta cercando di vincere un viaggio in Europa. Quando scopre di aver vinto scopre anche che la gang lo accompagnerà durante il viaggio. Questo farà sì che la vacanza si trasformi in un incubo.
Il gruppo parte alla volta di Venezia, Roma, Pompei, Napoli e Londra. Alla fine il gruppo raggiunge Parigi dove Farina (uno dei membri della gang) decide di buttarsi dalla Torre Eiffel. Old Buzz-Fuzz cerca disperatamente di salvare Farina. Alla fine il viaggio prende una piega positiva quando la gang assume delle pillole di sonnifero.